# فردریک کارل فریسکه
فردریک کارل فریسکه (۷ آوریل ۱۸۷۴–۲۴ اوت ۱۹۳۹) نقاش امپرسیونیست آمریکایی بود که بیشتر عمر خود را به عنوان یک مهاجر در فرانسه گذراند. یکی از اعضای تأثیرگذار مستعمره هنری گیورنی (امپرسیونیسم تزئینی) محسوب می‌شد. نقاشی‌های او اغلب بر روی جلوه‌های مختلف نور خورشید متمرکز است.

## پیشینه و اوایل زندگی
در سال ۱۸۵۸، پدربزرگ و مادربزرگ فردریک کارل فریسکه، فردریک فریسکه و همسرش، به همراه پسرانشان، از جمله هرمان کارل، از پریتزربه (نزدیک براندنبورگ، آلمان) مهاجرت کردند. آنها در شهر کوچک اووسو در مرکز میشیگان ساکن شدند. هرمان در ارتش اتحادیه خدمت کرد و سپس به اووسو بازگشت و در آنجا یک تجارت تولید آجر تأسیس کرد. او با اوا گراهام ازدواج کرد و در سال ۱۸۷۱ دخترشان ادیت به دنیا آمد. پسر آنها فردریک کارل در سال ۱۸۷۴ در اووسو به دنیا آمد.اوا در سال ۱۸۸۰ هنگامی که فردریک شش ساله بود درگذشت و در حدود سال ۱۸۸۱ خانواده به فلوریدا نقل مکان کردند. هرمان یکی دیگر از مشاغل تولید آجر را در جکسون‌ویل، فلوریدا راه اندازی کرد. چهار سال اقامت در فلوریدا تأثیر ماندگاری بر فردریک جوان گذاشت. سال‌ها بعد، زمانی که او به بازگشت از اروپا به ایالات متحده فکر کرد، بر فلوریدا تمرکز کرد.
عمه فردریک تعریف می‌کرد که برخلاف اکثر پسرها، او به هنر بیشتر از ورزش علاقه داشت. مادربزرگش، والتا گولد گراهام، از نقاشی لذت می‌برد و فردریک را در فعالیت‌های هنری خود تشویق می‌کرد. بازدید سال ۱۸۹۳ از نمایشگاه جهانی کلمبیا در شیکاگو نیز تمایل او را برای هنرمند شدن برانگیخت.

## تحصیلات

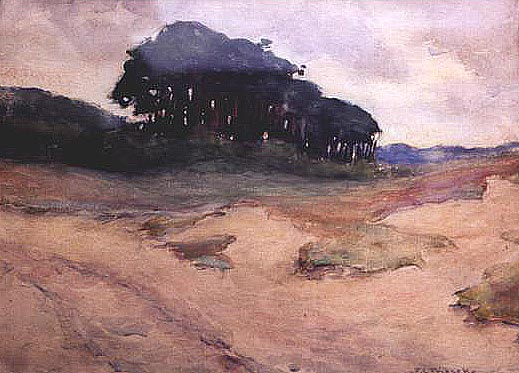
هلند ۱۸۹۸

در سال ۱۸۹۳، فریسکه از دبیرستان اووسو فارغ‌التحصیل شد، سپس آموزش هنری خود را در مؤسسه هنر شیکاگو آغاز و زیر نةر فردریک وارن فریر و جان واندرپول تحصیل کرد. پس از نقل مکان به نیویورک در سال ۱۸۹۵، تحصیلات هنری خود را در لیگ دانشجویان هنر در سال ۱۸۹۷ از سر گرفت. او به عنوان تصویرگر کار می‌کرد و کارتون‌هایی را که برای نیویورک تایمز کشیده بود می‌فروخت. او ادعا کرده که اگر به این کار موفق ادامه می‌داد، ممکن بود تحصیلات هنری خود را دنبال نکند. سال بعد به فرانسه نقل مکان کرد و تا آخر عمر به جز سفرهای کوتاه به ایالات متحده و جاهای دیگر در آنجا ماندگار شد. تحصیلات خود را ادامه داد، در آکادمی ژولیان در پاریس ثبت نام و زیر نظر ژان ژوزف بنجامین کنستان و ژان پل لورن تحصیل کرد.
فریسکه که از تحصیلات رسمی هنری خود کاسته بود، خود را خودآموخته می‌خواند. او احساس می‌کرد که از مطالعه مستقل خود در مورد آثار هنرمندان بیشتر از تحصیلات آکادمیک خود آموخته‌است.

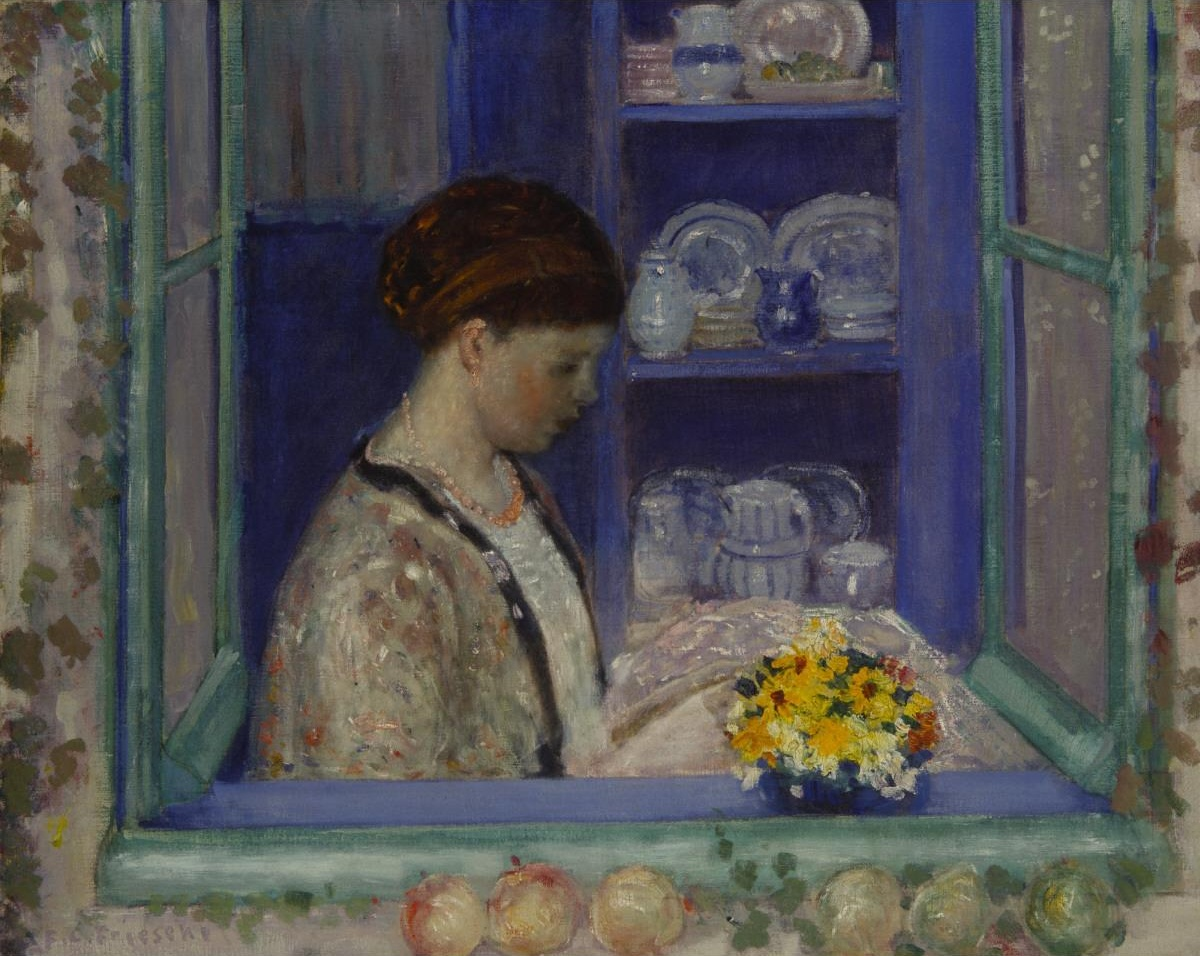
خانم فریسکه در پنجره آشپزخانه، ۱۹۱۲

زازسال ۱۸۹۹، کمی بیش از یک سال از ورودش به پاریس، فریسکه آثارش را در سالن انجمن ملی هنرهای زیبا به نمایش گذاشت.

## نگارخانه

نقاشی های فردریک کارل فریسکه
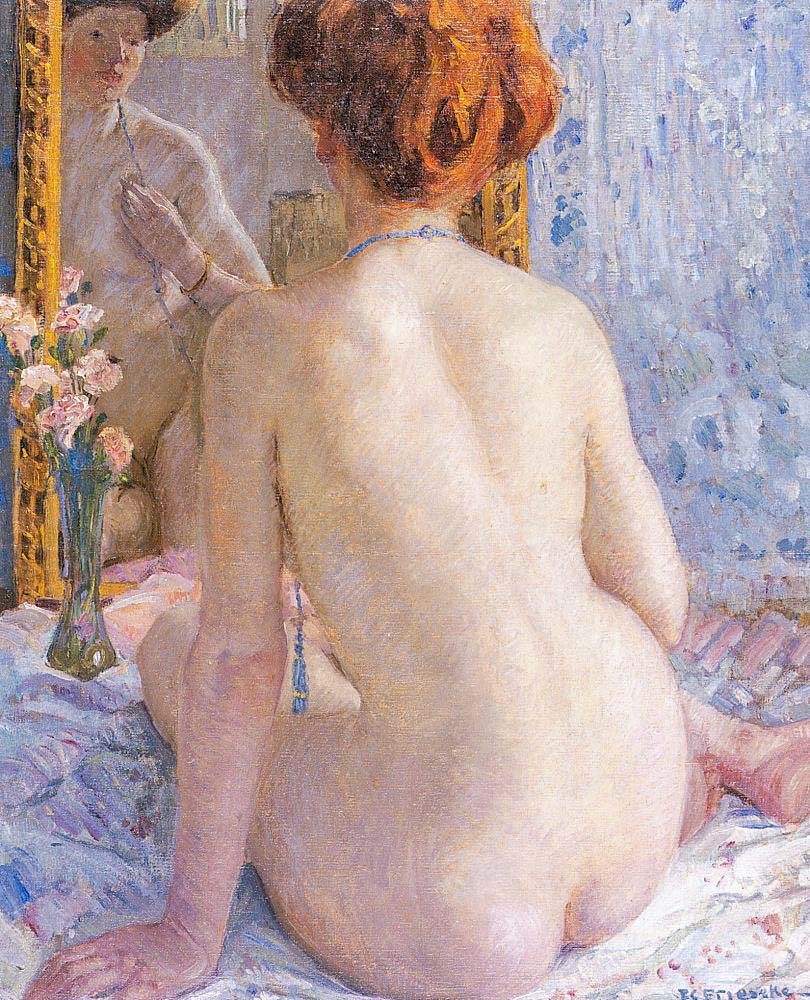
بازتاب ها (مارسل)، ۱۹۰۹
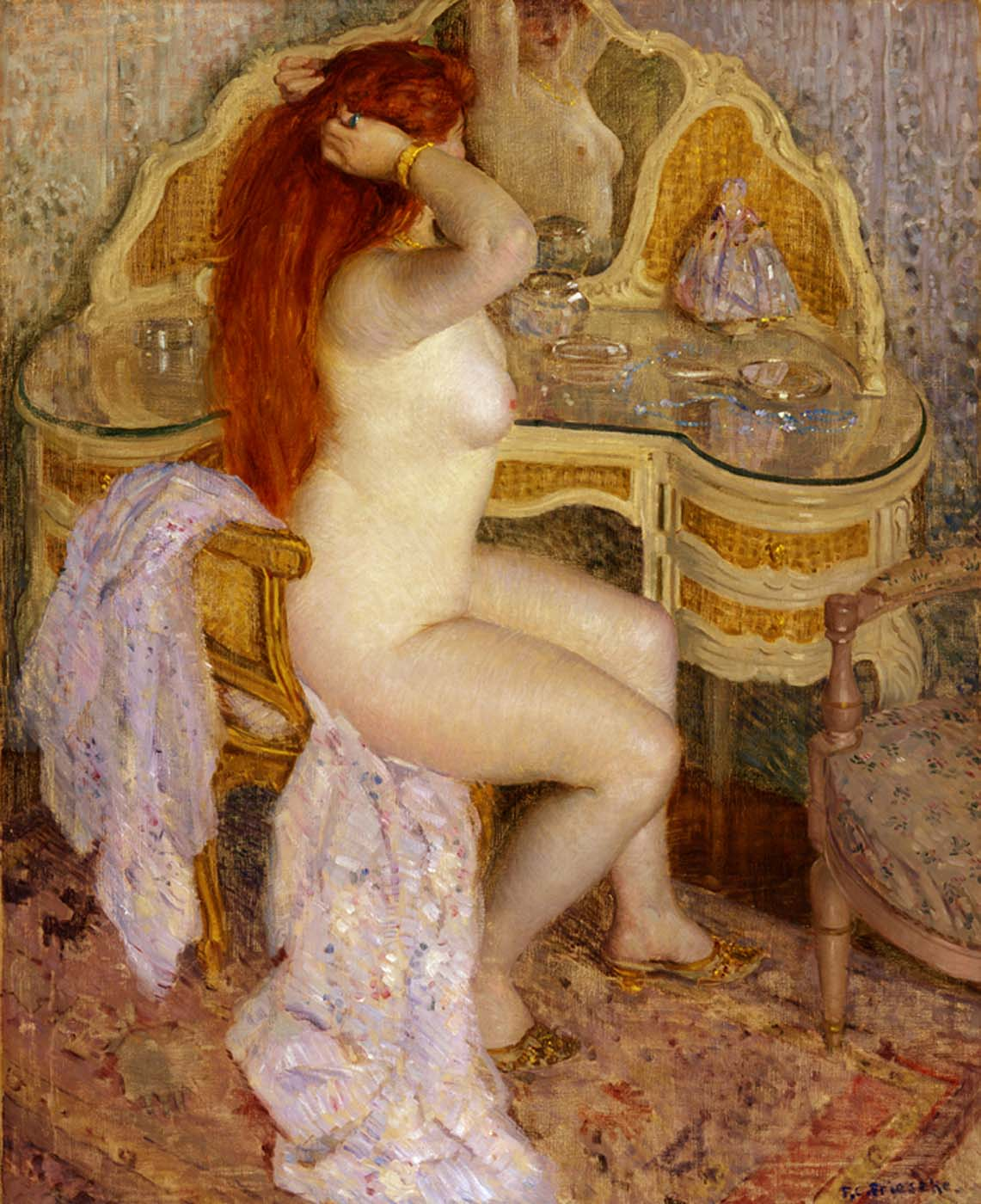
برهنه پشت میز آرایشش نشسته است, ۱۹۰۹
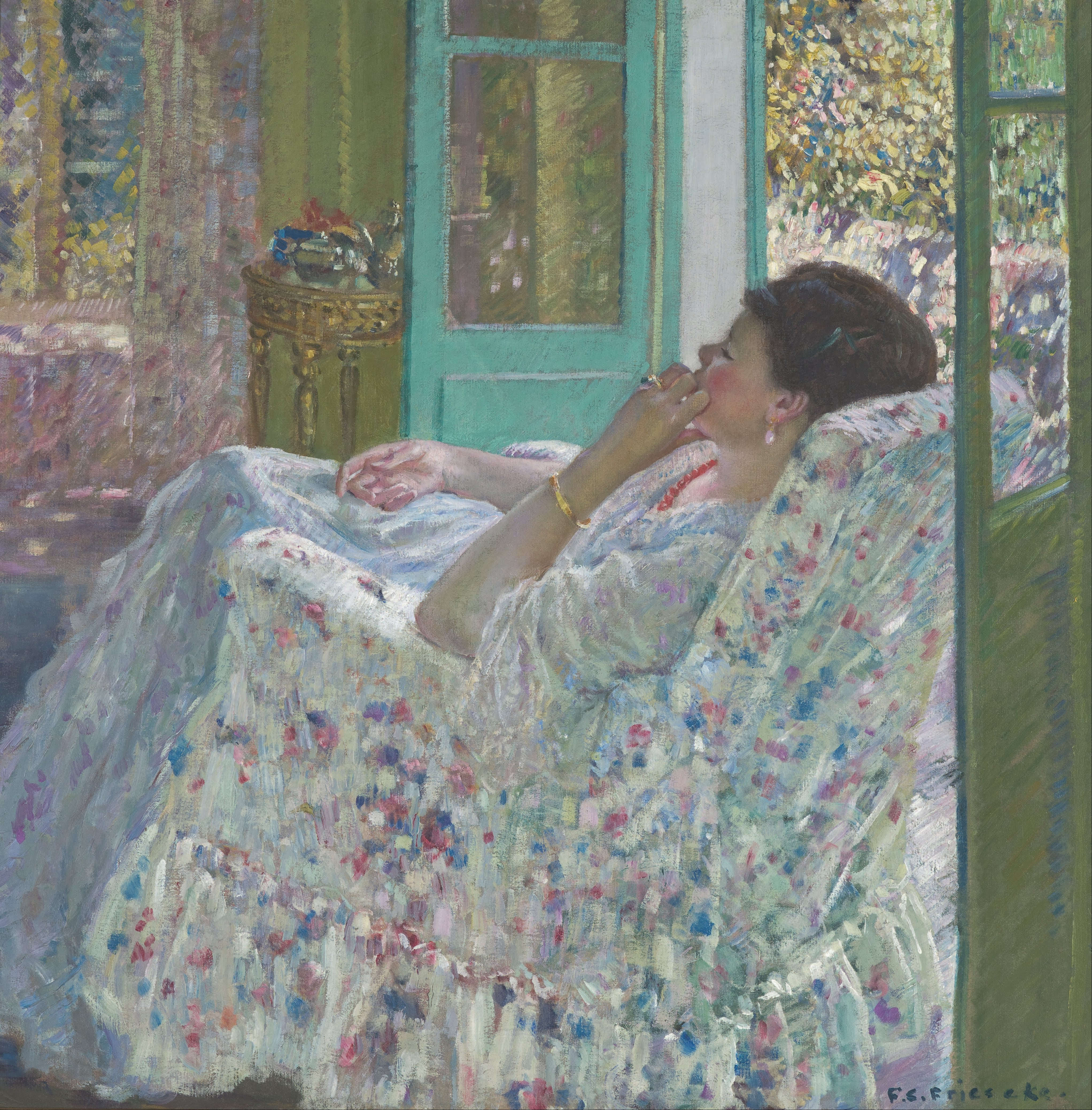
بعد از ظهر - اتاق زرد, ۱۹۱۰
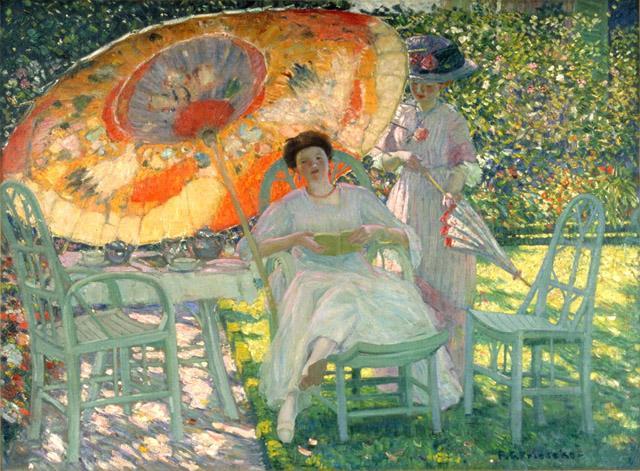
چتر باغ, حدود ۱۹۱۰
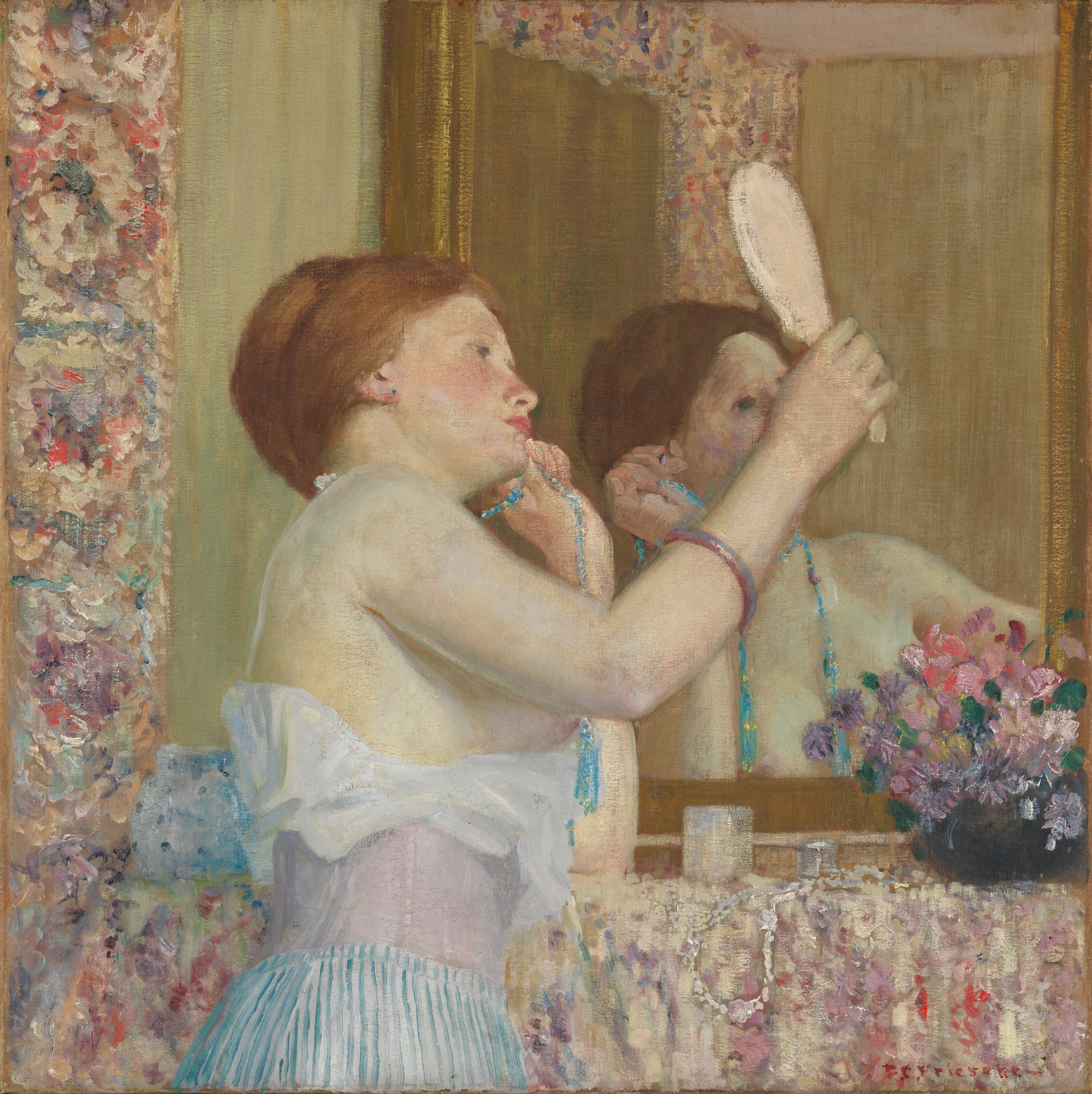
زنی با آینه, ۱۹۱۱
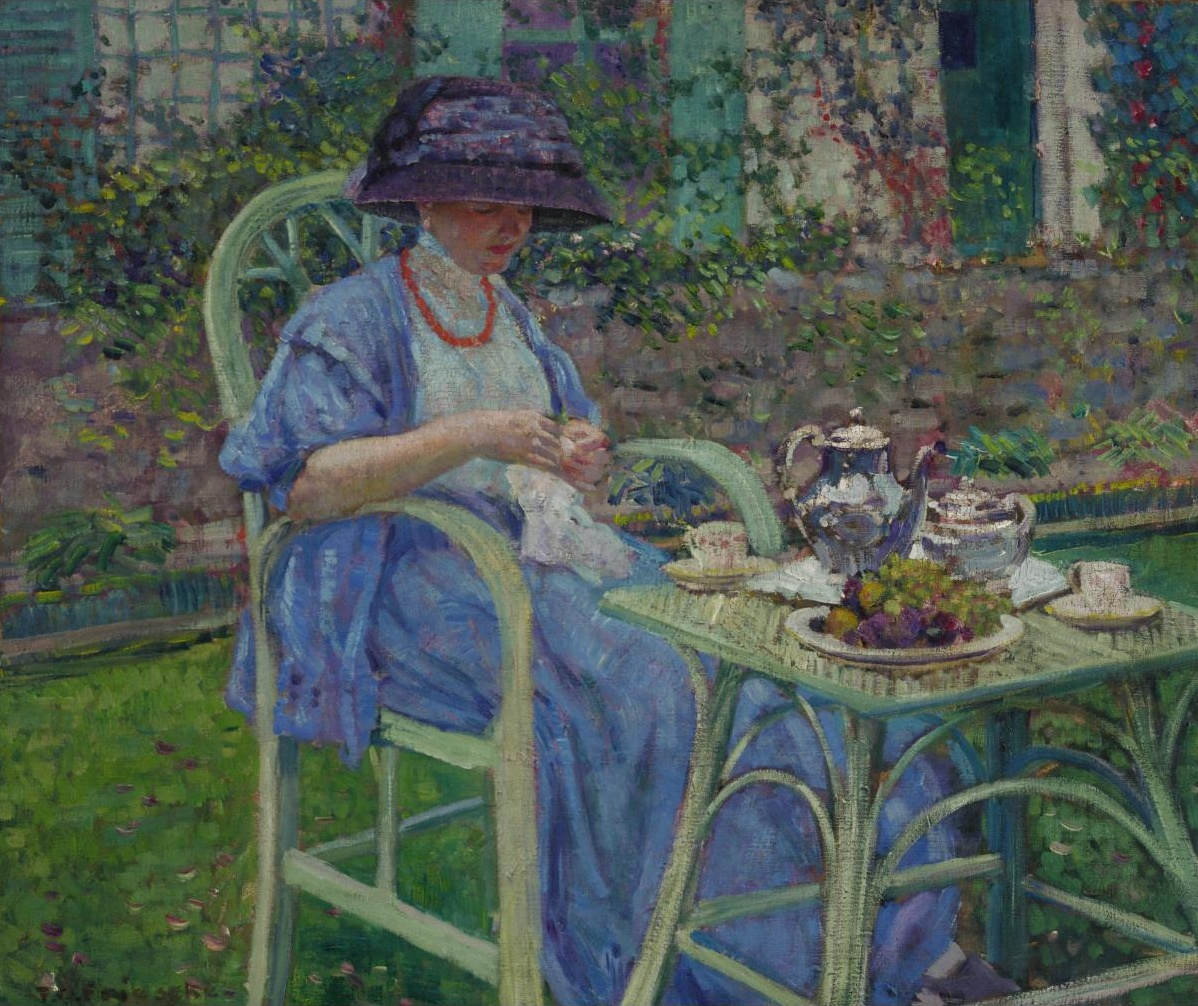
صبحانه در باغ, حوالی ۱۹۱۱
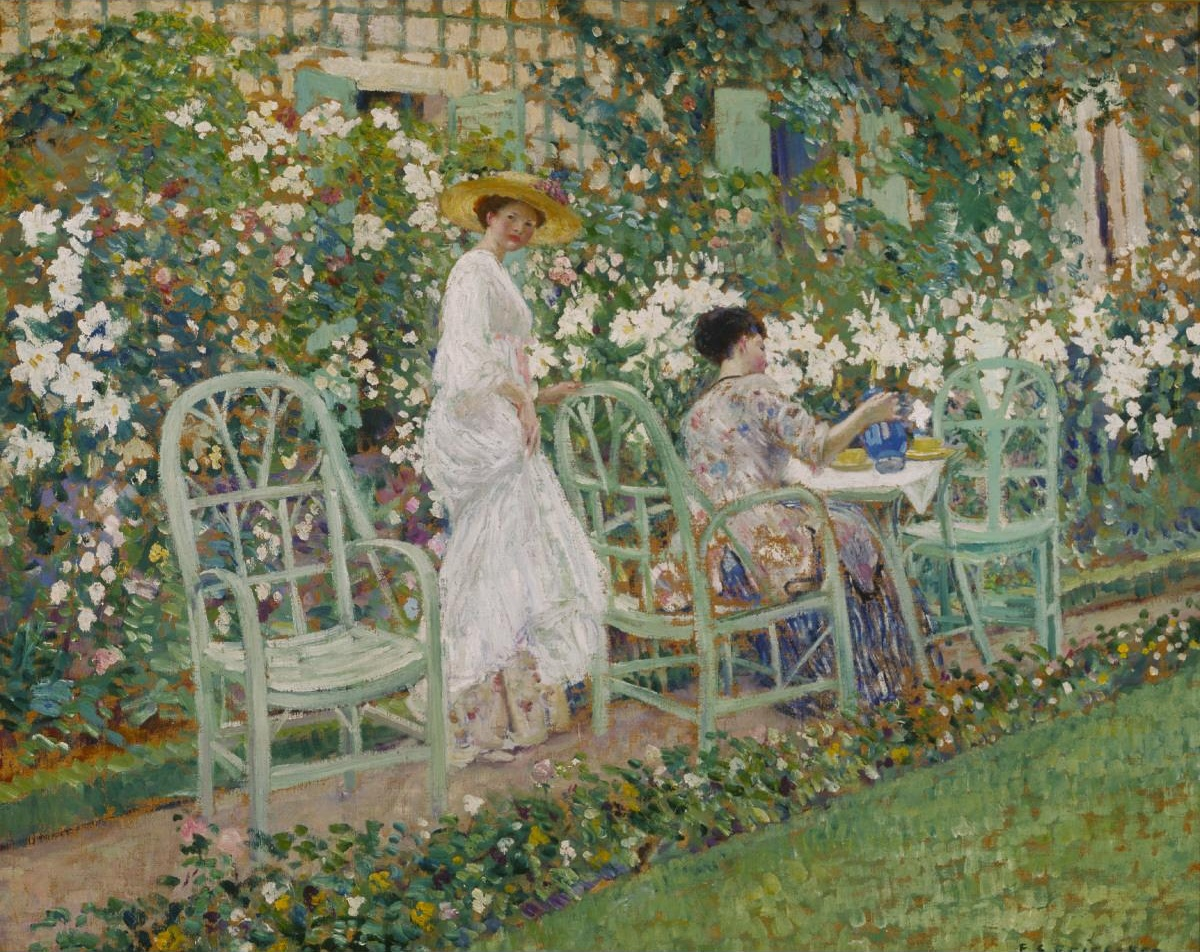
نیلوفرها,  ۱۹۱۱
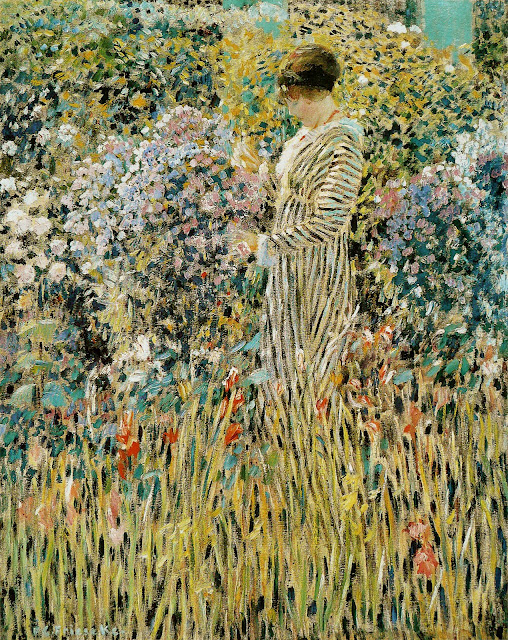
خانمی در باغ,  ۱۹۱۲
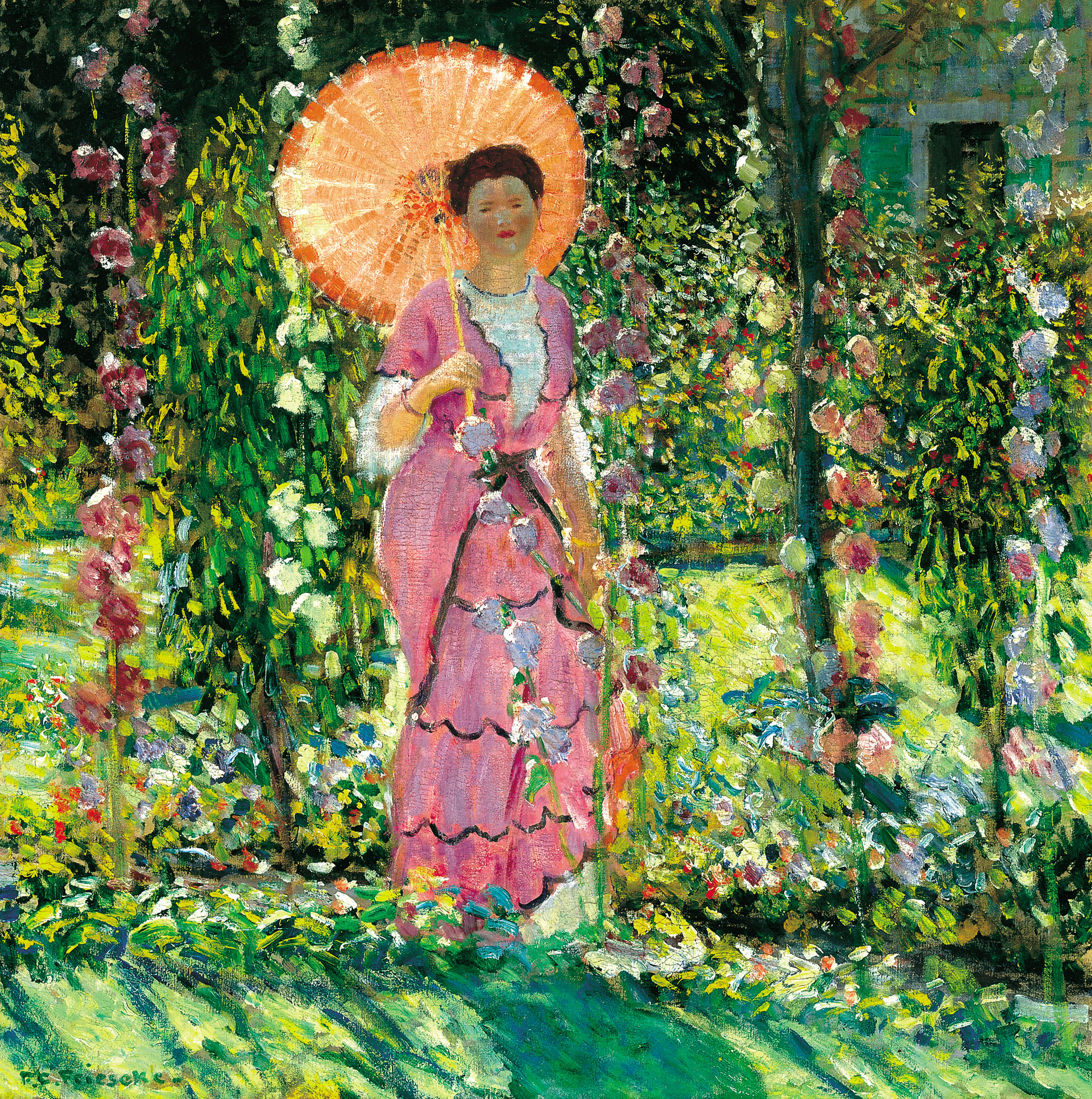
Hollyhocks, ca. 1912–1913
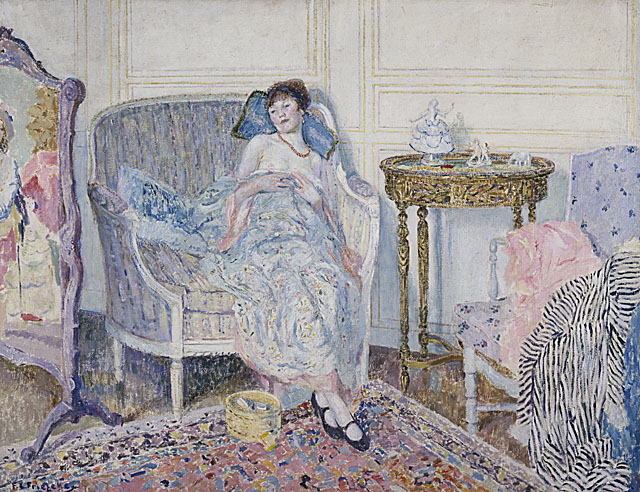
In the Boudoir, 1914
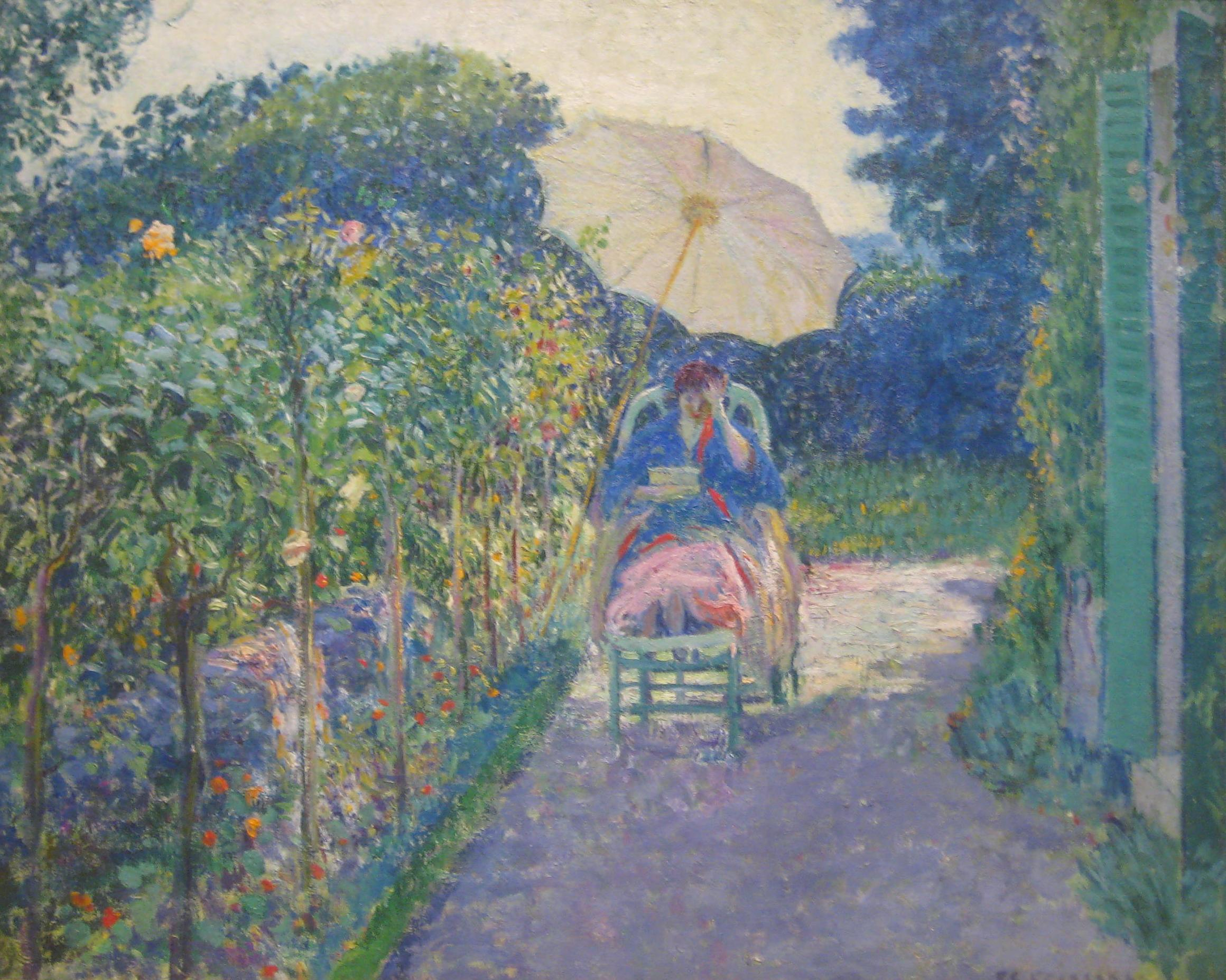
Woman Seated in a Garden, 1914
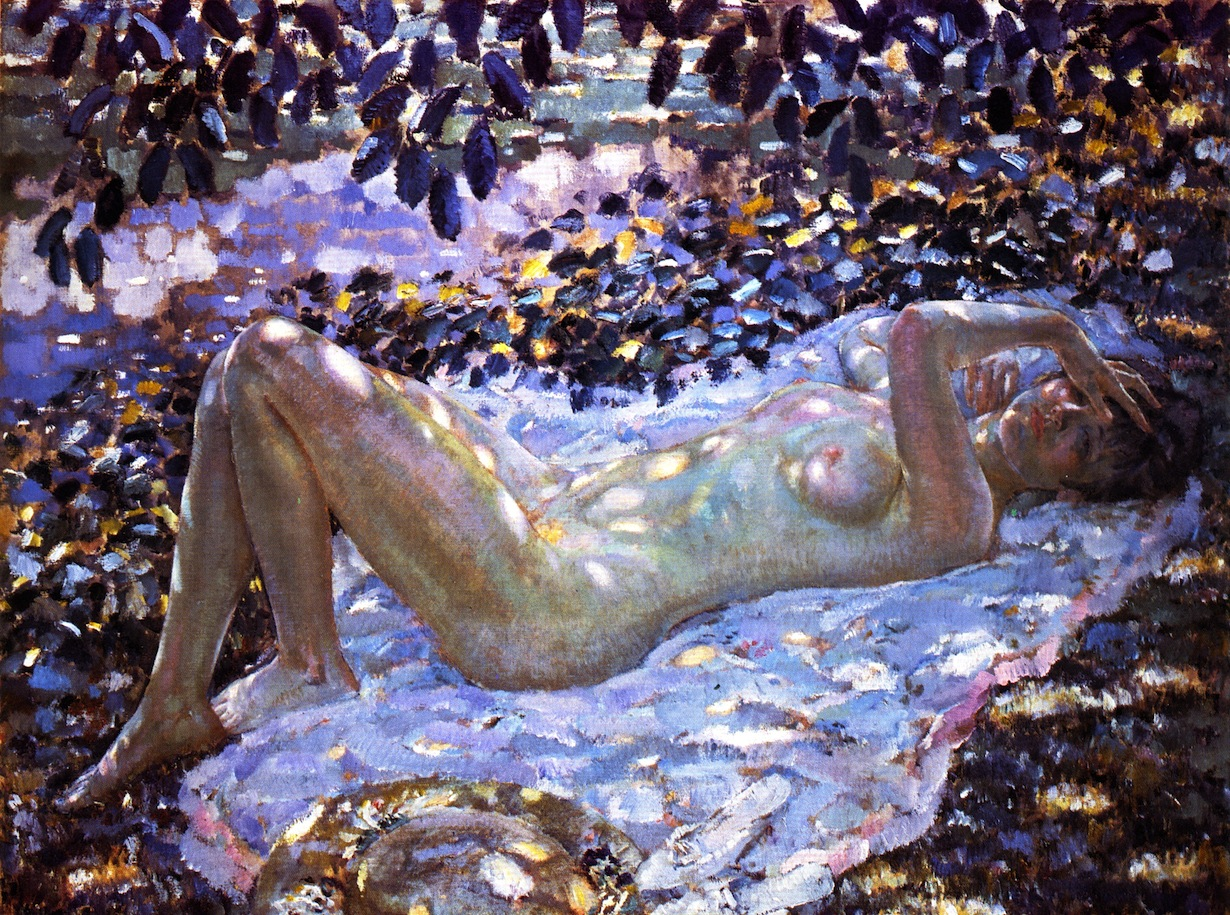
Nude in Dappled Sunlight, 1915
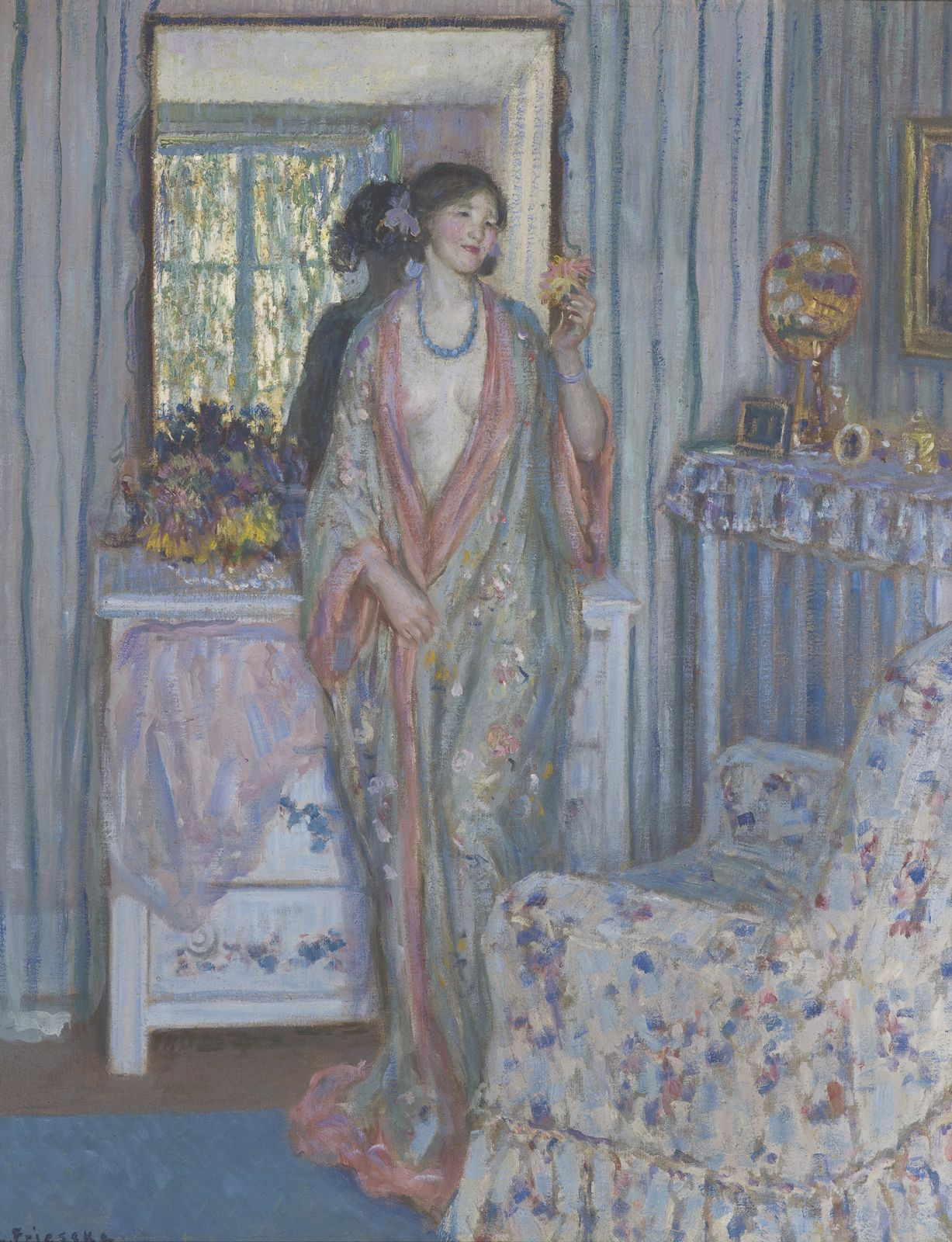
The Robe, 1915
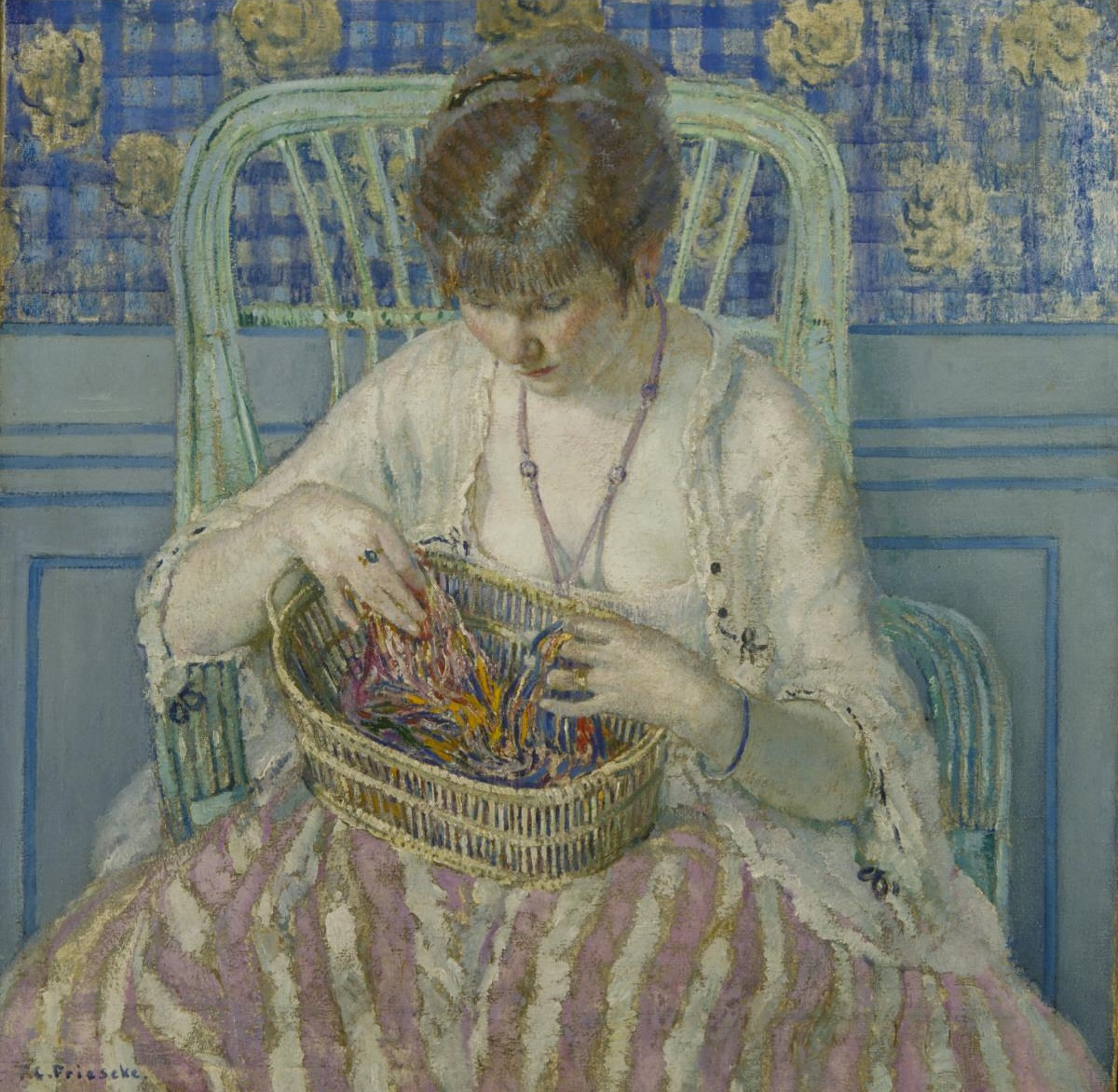
Unraveling Silk, ca. 1915
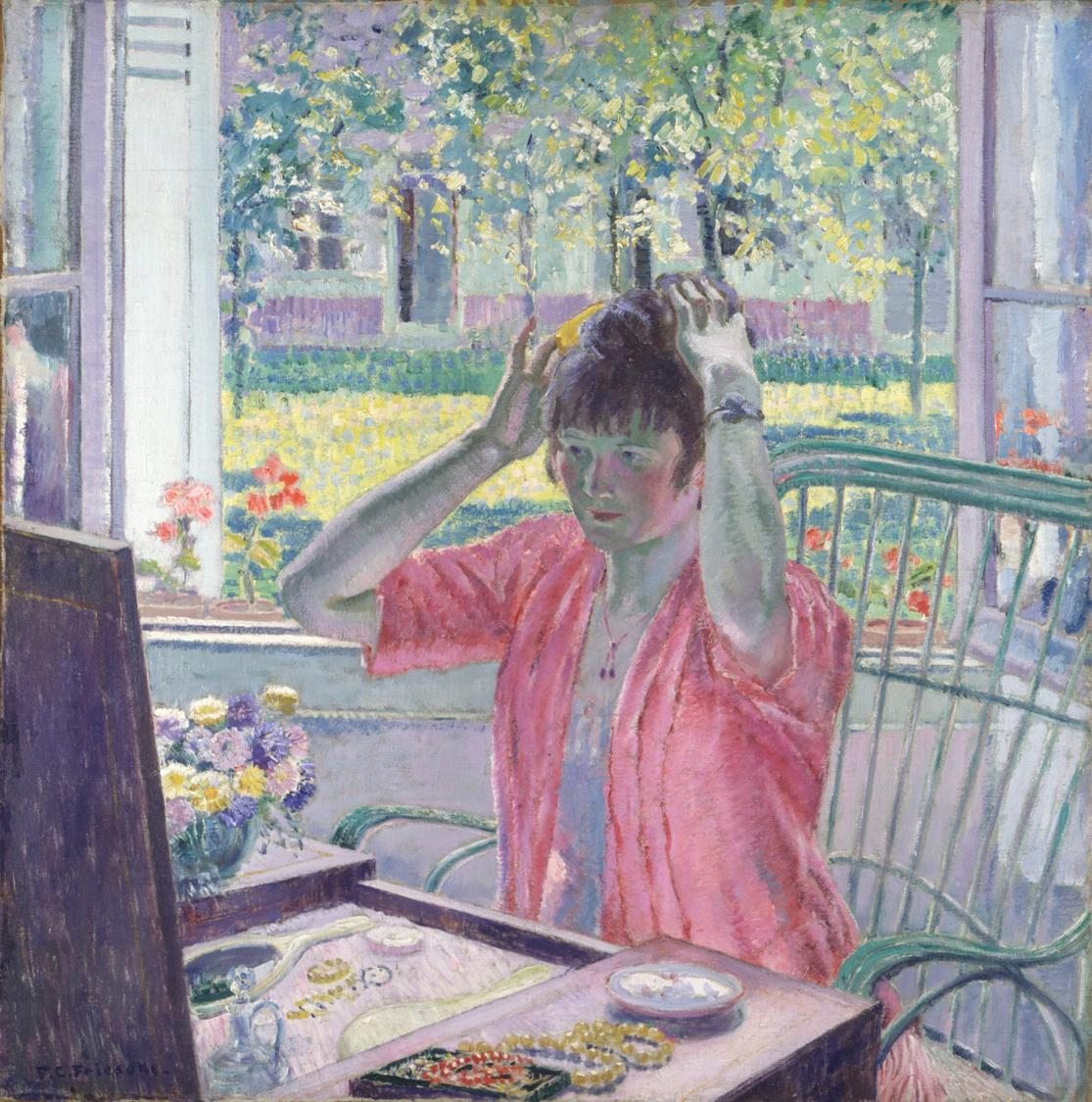
The Window, ca. 1915
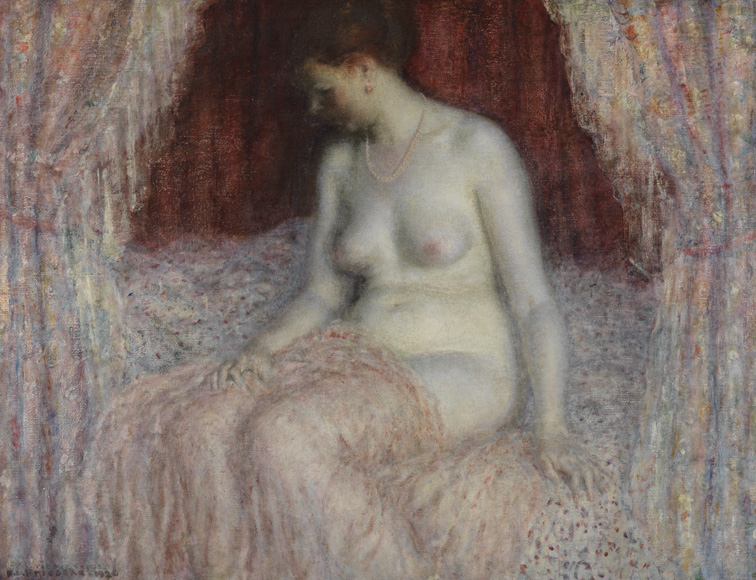
Seated Nude, 1920
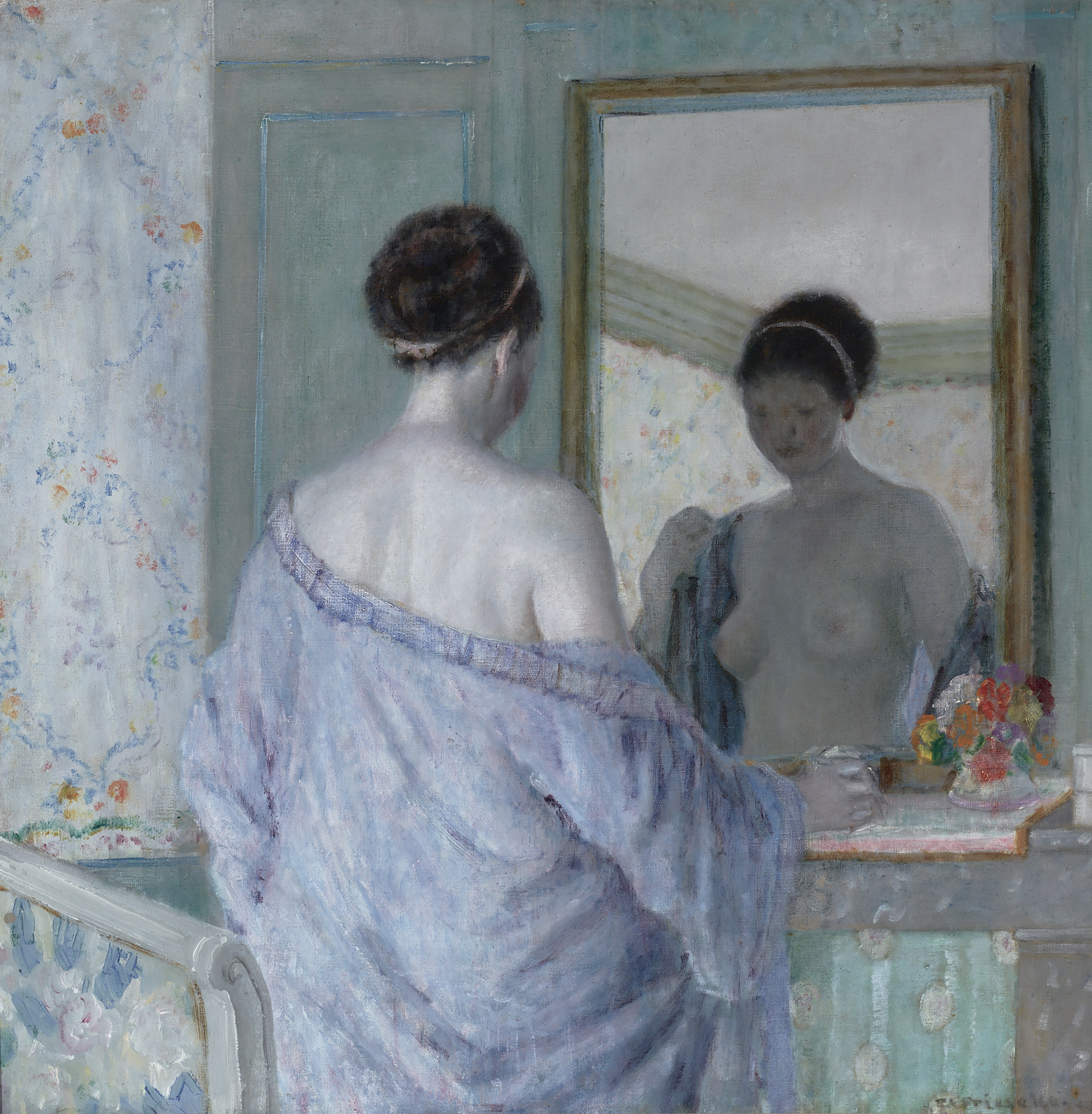
Lady at the Mirror, ca. 1922

## بیشتر خواندن
- Frieseke, Frederick C. (2000). Uneventful Reminiscences: A Childhood in Florida. New York, N.Y: Hollis Taggart Galleries. ISBN 0-9705723-0-1.
- Gerdts, William H. (2001). American Impressionism. New York: Abbeville Press. ISBN 0-7892-0737-0.
- Gerdts, William H.; Monet, Claude (1993). Monet's Giverny: An Impressionist Colony. New York: Abbeville Press. ISBN 1-55859-386-1.
- Taylor, E. A. (September 15, 1914). "The Paintings of F. C. Frieseke". The Studio. 62 (258): 258–267. Retrieved November 14, 2011.